# Municipio de Dayton (condado de Lincoln)
El municipio de Dayton (en inglés: Dayton Township) es un municipio ubicado en el condado de Lincoln en el estado estadounidense de Dakota del Sur. En el año 2010 tenía una población de 707 habitantes y una densidad poblacional de 6,12 personas por km².

## Geografía
El municipio de Dayton se encuentra ubicado en las coordenadas 43°22′51″N 96°37′7″O / 43.38083, -96.61861. Según la Oficina del Censo de los Estados Unidos, el municipio tiene una superficie total de 115.56 km², de la cual 115,51 km² corresponden a tierra firme y (0,04 %) 0,05 km² es agua.

## Demografía
Según el censo de 2010, había 707 personas residiendo en el municipio de Dayton. La densidad de población era de 6,12 hab./km². De los 707 habitantes, el municipio de Dayton estaba compuesto por el 99,15 % blancos, el 0,14 % eran afroamericanos, el 0,14 % eran amerindios, el 0,28 % eran asiáticos, el 0,14 % eran de otras razas y el 0,14 % eran de una mezcla de razas. Del total de la población el 0,42 % eran hispanos o latinos de cualquier raza.